# Olympische Sommerspiele 1984/Teilnehmer (Oman)
| Gelbes Symbol für Goldmedaillen mit stilisierten Olympischen Ringen | Graues Symbol für Silbermedaillen mit stilisierten Olympischen Ringen | Braundes Symbol für Bronzemedaillen mit stilisierten Olympischen Ringen |
| ------------------------------------------------------------------- | --------------------------------------------------------------------- | ----------------------------------------------------------------------- |
| —                                                                   | —                                                                     | —                                                                       |

Oman nahm an den Olympischen Sommerspielen 1984 in Los Angeles, USA, mit einer Delegation von 16 Sportlern (allesamt Männer) teil. Es war die erste Teilnahme an Olympischen Spielen für Oman.

## Teilnehmer nach Sportarten

### Leichtathletik
- Abdullah Sulaiman al-Akbary
100 Meter: Vorläufe
4 × 400 Meter: Vorläufe

- Mohamed al-Hashimi
200 Meter: Vorläufe
4 × 400 Meter: Vorläufe

- Mohamed al-Malky
400 Meter: Vorläufe
4 × 400 Meter: Vorläufe

- Barakat al-Sharji
800 Meter: Vorläufe
4 × 400 Meter: Vorläufe

- Amor Masoud al-Sharji
1500 Meter: Vorläufe

- Awadh al-Sameer
Marathon: DNF

- Abdullah Azzan al-Akbary
3000 Meter Hindernis: Vorläufe

### Schießen
- Said al-Khatry
Schnellfeuerpistole: 44. Platz

- Abdullah al-Hussini
Schnellfeuerpistole: 45. Platz

- Juma al-Rahbi
Freie Scheibenpistole: 47. Platz

- Ali al-Ghafiri
Freie Scheibenpistole: 56. Platz

- Abdul Latif al-Bulushi
Luftgewehr: 43. Platz
Kleinkaliber, Dreistellungskampf: 48. Platz

- Khamis al-Subhi
Luftgewehr: 48. Platz

- Dadallah al-Bulushi
Kleinkaliber, Dreistellungskampf: 50. Platz
Kleinkaliber, liegend: 49. Platz

- Zaher al-Jamudi
Kleinkaliber, liegend: 67. Platz

### Segeln
- Talib Salim al-Maiwali
Windsurfen: 37. Platz